# Anolis nebulosus
Anolis nebulosus – gatunek jaszczurki z rodziny Anolidae i kladu Iguania. Endemit Meksyku spotykany w lasach różnego typu.

## Systematyka
Gatunek zaliczany jest do rodzaju Anolis. Zaliczany bywał też do Norops, obecnie uznawanego za młodszy synonim Anolis. Rodzaj Anolis umieszcza się obecnie w monotypowej rodzinie Anolidae. W przeszłości zaliczano go jednak do rodziny legwanowatych (Iguanidae).

## Rozmieszczenie geograficzne, zagrożenia i ochrona
Ten meksykański gad cechuje się szerokim zasięgiem występowania, obejmującym stany: Chihuahua, Durango, Guerrero, Jalisco, Michoacán, Nayarit, Sinaloa, Sonora. Wysokości, na których można go napotkać, mieszczą się w zakresie od 900 do 2100 m n.p.m.
Bytuje w różnorodnych środowiskach zadrzewionych. Należą tutaj lasy liściaste i te w przeważającej mierze liściaste rosnące w klimacie zwrotnikowym, a także mangrowce. Pojawia się też w lasach zmienionych przez człowieka.

## Zagrożenia i ochrona
W Czerwonej księdze gatunków zagrożonych IUCN Anolis nebulosus jest klasyfikowany jako gatunek najmniejszej troski (LC, ang. Least Concern).
Występuje licznie. Populacja jest stabilna.
Nie ma żadnych poważnych zagrożeń. Gatunek łatwo przystosowuje się do zmienionych warunków. Występuje też w licznych obszarach chronionych.